# Tom Reiss
Tom Reiss (né le 5 mai 1964 à New York) est un historien américain.

## Biographie
Tom Reiss est né le 5 mai 1964, à New York. Il a passé son enfance dans le quartier de Washington Heights à Manhattan, puis à San Antonio et Dallas au Texas, où son père a travaillé comme neurochirurgien de l'Air Force. Ensuite, sa famille a déménagé dans l'Ouest du Massachusetts et il passa le reste de son enfance puis son adolescence en Nouvelle Angleterre. Il a été élève à la Hotchkiss School et à l'Université d'Harvard, où il a rejoint les équipes d'écriture et d'édition du journal The Harvard Crimson et du magazine The Harvard Advocate. Diplômé de Harvard en 1987, Reiss a aussi été influencé par les différents emplois qu'il a pu avoir, tels qu'aide-soignant, barman, entrepreneur, enseignant et, au Japon, membre d'un groupe de rock et comédien dans des publicités ou des films de gangsters.
En 1989, Reiss est retourné au Texas pour étudier la création littéraire à l'Université de Houston, sous la supervision du professeur Donald Barthelme. Quand Barthelme mourut dans l'été 1989, Reiss quitta le Texas et voyagea en Allemagne pour entreprendre des recherches sur son histoire familiale, et devint fasciné par le contexte politique et social très changeant en Allemagne de l'Est après la chute du Mur de Berlin. Il apprit l'allemand par ses propres moyens, dans le but de pouvoir communiquer avec les citoyens allemands et ainsi rendre ses recherches plus efficaces.
Reiss utilisa également la langue allemande pour mieux comprendre les membres de sa propre famille, qui avaient fui l'Europe nazie dans les années 1930. Ses grands-parents maternels avaient été assassinés par les nazis, après avoir été déportés de Paris à Auschwitz, mais sa mère avait survécu car elle faisait partie des enfants cachés pendant la Seconde Guerre mondiale. En Allemagne, il a pu s'entretenir avec la jeunesse néo-nazie de l'Allemagne de l'Est, afin de comprendre pourquoi ses membres avaient décidé d'embrasser les idéaux politiques et sociologiques de leurs ancêtres.
Reiss a travaillé comme journaliste pour le New Yorker, le  Wall Street Journal et The New York Times. 
Il a acquis une réputation internationale surtout par la publication des biographies du général Thomas Alexandre Dumas, de l'écrivain Lev Nussimbaum, et par son analyse du néonazisme européen.

## Publications
- Dumas, le comte noir, Crown Publishing Group, 2012
- L'Orientaliste : L'énigme résolue d'une vie étrange et dangereuse, Phébus, 2010
- avec Ingo Hasselbach : Führer-Ex: Memoirs of a Former Neo-Nazi, Londres, 1996

## Prix littéraires
- Prix Pulitzer de la biographie ou de l'autobiographie en 2013
- Prix Samuel Johnson en 2006